# Mike Phillips
Michael Charles Phillips, més conegut com a Mike Phillips (Akron, Ohio, 24 de març de 1956 - Madisonville, Kentucky, 25 d'abril de 2015), va ser un jugador de bàsquet estatunidenc. Feia 2,08 metres d'alçada, i va destacar com a pivot de gran fortalesa física, capacitat rebotadora i bones mitjanes anotadores.

## Carrera esportiva
Format com a jugador a la Universitat de Kentucky, el 1978 el van triar en el Draft de l'NBA, en tercera ronda (número 45), pels New Jersey Nets. No obstant això, no va arribar a tenir l'oportunitat de jugar a la lliga professional nord-americana i va decidir emigrar a Europa, i el 1979 va fitxar pel CB Mollet de la lliga espanyola. Al principi el seu objectiu era fitxar l'any següent pel FC Barcelona i formar el duet d'americans amb el seu amic Bob Guyette, objectiu que va veure complert, ja que l'any 1980 va fitxar per l'equip barceloní i hi va jugar durant 2 temporades. En aquests dos anys va guanyar una Lliga espanyola, una Copa del Rei i va ser subcampió de la Recopa d'Europa. A Espanya desenvolupà tota la seva carrera esportiva i jugà en un total de set clubs entre 1979 i 1990. Va arribar a ser considerat un dels millors jugadors estrangers de la lliga espanyola de l'època.
Individualment, la seva major distinció va ser proclamar-se màxim anotador de la Lliga ACB la temporada 1985-1986, quan militava al RCD Espanyol, en anotar un total de 767 punts (empatat amb David Russell, de l'Estudiantes).

## Clubs
- Universitat de Kentucky (NCAA) (Estats Units): 1977-1979
- CB Mollet: 1979-1980
- FC Barcelona: 1980-1982
- Licor 43: 1983-1985
- RCD Espanyol: 1985-1987
- Fórum Valladolid: 1987-1988
- Cacaolat Granollers: 1988-1989
- Júver Murcia: 1989-1990